# Франк Веркаутерен
Франк Веркаутерен (нід. Frank Vercauteren, нар. 28 жовтня 1956, Моленбек-Сен-Жан) — колишній бельгійський футболіст, що грав на позиції півзахисника. Відомий, зокрема, виступами за «Андерлехт», «Нант», а також національну збірну Бельгії. Надалі — тренер.

## Кар'єра
Більшу частину кар'єри Веркаутерен провів в клубі, чию академію закінчив, — в бельгійському «Андерлехті». З цим клубом він завоював 5 європейських кубків, а також 4 рази ставав чемпіоном Бельгії. Після цього він виступав за французький «Нант», де двічі поспіль ставав найкращим асистентом команди. Свою кар'єру Веркаутерен закінчив в скромному «Моленбек».
Веркаутерен провів за збірну Бельгії 63 гри. Був учасником Чемпіонату світу 1986, де Бельгія зайняла 4-е місце, а також  Чемпіонату світу 1982 і Чемпіонату Європи 1984.
Тренерську кар'єру розпочав в клубі «Мехелен», після чого став асистентом головного тренера «Андерлехта» Арі Хана. Коли той був звільнений з клубу, Веркаутерен спільно з Жаном Доксом були виконуючими обов'язки головного тренера. В 2005 році сам очолив команду і двічі виграв з клубом чемпіонат, однак в 2007 році був звільнений. У 2009 році він очолив збірну Бельгії, але менш ніж через півроку був замінений на цій посаді Діком Адвокатом
Підписавши у 2009-му контракт з «Генком», в 2011 році привів клуб до чемпіонства, після чого покинув команду.
У 2011 році очолив «Аль-Джазіру», але менш ніж через рік покинув її. Те ж саме відбулося і в португальському «Спортінгу» роком пізніше.
У червні 2014 року Веркаутерен був призначений головним тренером клубу «Крилья Совєтов», з він якими виграв першість ФНЛ 2014-15 і вийшов в РФПЛ. У сезоні 2015-16 «Крилья» під керівництвом Веркаутерена зайняли 9-е місце. Керівництво клубу було задоволено результатом, і контракт з ним продовжений терміном на 1 рік. У зв'язку з відсутністю результатів за перше коло сезону 2016-17 Веркаутерен був відправлений у відставку.
Згодом повернувся на батьківщину, де протягом 2017–2018 тренував «Серкль Брюгге», після чого деякий час працював у Саудівській Аравії з клубом «Аль-Батін».
Протягом 2019–2020 років знову працював з «Андерлехтом», а частину 2021 року тренував «Антверпен»,

## Досягнення

### Гравець
«Андерлехт»
- Чемпіонат Бельгії
  - Чемпіон (4): 1980–81, 1984–85, 1985–86, 1986–87
- Кубок Бельгії
  - Володар (2): 1974–75, 1975–76
- Суперкубок Бельгії
  - Володар (1): 1985
- Кубок володарів кубків
  - Володар (2): 1975–76, 1977–78
- Кубок УЄФА
  - Володар (1): 1982–83
- Суперкубок УЄФА
  - Володар (2): 1976, 1978

### Тренер
«Андерлехт»
- Чемпіонат Бельгії
  - Чемпіон (2): 2005–06, 2006–07
- Суперкубок Бельгії
  - Володар (2): 2006, 2007

 «Генк»
- Чемпіонат Бельгії
  - Чемпіон (1): 2010–11
- Суперкубок Бельгії
  - Володар (1): 2011